# Antonio Molle Lazo

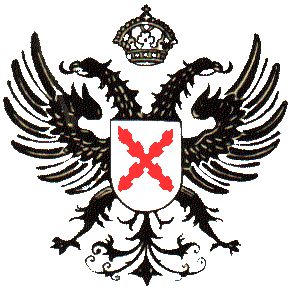
Emblema del Requeté.

Antonio Molle Lazo (Arcos de la Frontera, 2 de abril de 1915 - Peñaflor, 10 de agosto de 1936) fue un combatiente requeté, asesinado al comienzo de la Guerra Civil Española.

## Biografía
Molle Lazo nació en Arcos de la Frontera (Cádiz) el 2 de abril de 1915, en una familia de tradición carlista. Estudió en el colegio católico del Buen Pastor de los Hermanos de La Salle de Jerez de la Frontera. Trabajó primero como meritorio en la estación de ferrocarril de Jerez, de escribiente en una bodega luego y finalmente como taquillero en un cine junto con su padre. Joven devotamente católico, en 1931 se afilió a las Juventudes Tradicionalistas. Activo propagandista, en mayo de 1936 fue detenido por defender de la quema el convento de Santo Domingo de Jerez pasando un mes y medio en la cárcel.
Al estallar la Guerra Civil Española, se presentó inmediatamente como voluntario junto con sus hermanos al comandante Salvador Arizón Mejías, cabeza de la sublevación militar en Jerez de la Frontera. Incorporado al Tercio de Requetés de Nuestra Señora de la Merced fue destinado con quince compañeros del tercio y otros quince guardias civiles a Peñaflor. El 10 de agosto los requetés decidieron celebrar un funeral por el general Sanjurjo y las víctimas del 10 de agosto de 1932 en el convento de las Hermanitas de la Cruz pero fueron sorprendidos por un ataque rápido de unos dos mil milicianos republicanos, que trataban de conquistar el municipio. Durante el pequeño combate que se desarrolló en el pueblo y cuando sus compañeros se replegaban, Molle fue apresado al quedar rezagado para tratar de ayudar a una señora con su hija y al convento de las Hermanitas de la Cruz. Desarmado, murió a manos de los milicianos, siendo previamente «brutalmente linchado y salvajemente mutilado».

## Legado

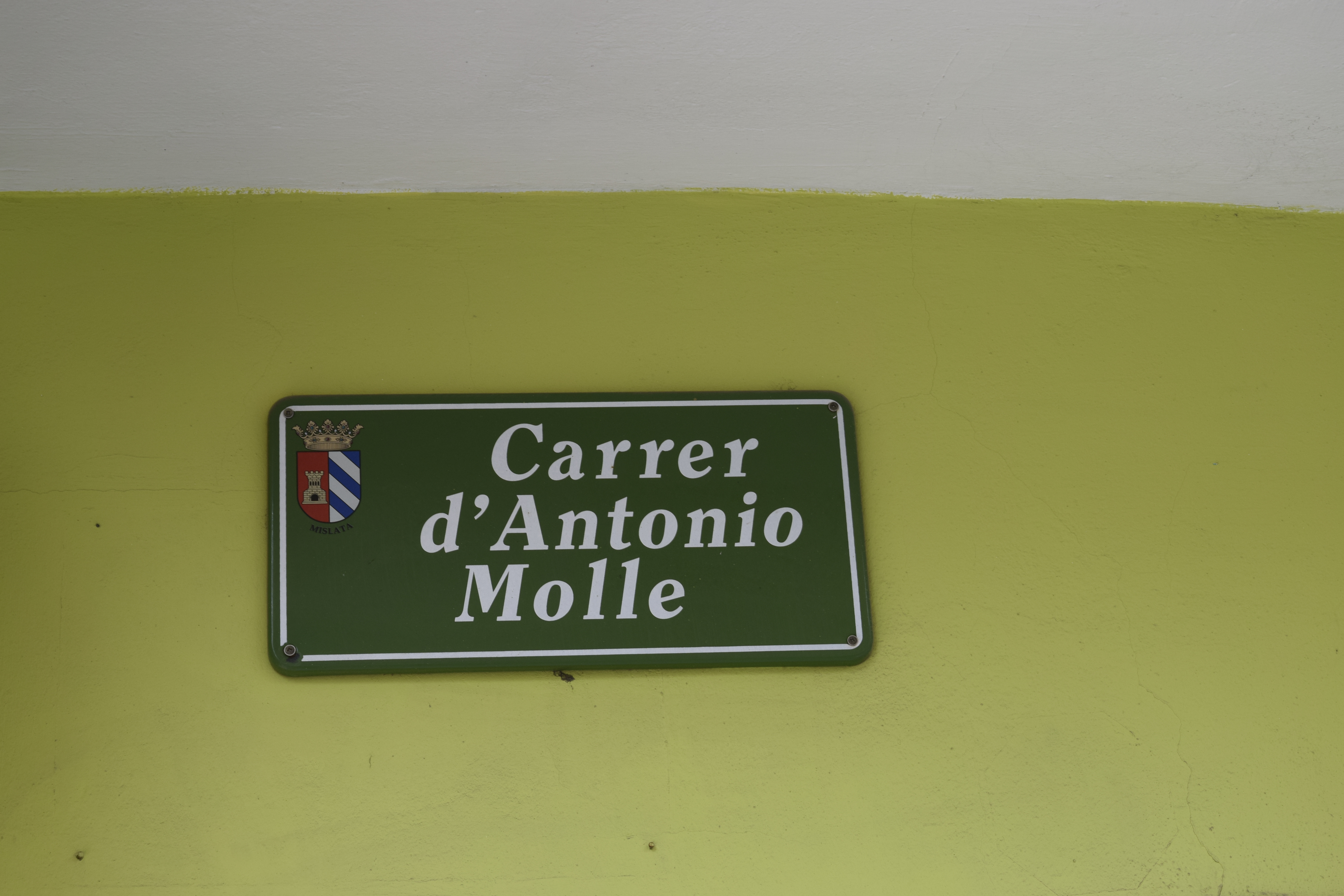
Calle de Antonio Molle, Mislata

Las circunstancias en que tuvo lugar su muerte y la violencia empleada por sus captores, junto con la entereza con que proclamó su fe en los últimos instantes, gritando continuamente «¡Viva Cristo Rey!», hicieron que inmediatamente después de acabada la guerra se le dedicasen dos extensas biografías:  Antonio Molle Lazo. Mártir de Dios y de España, escrita por el redentorista Ramón Sarabia y publicada por la Editorial El Perpetuo Socorro en 1940, y Un mártir de Cristo Rey. Antonio Molle Lazo, obra del carmelita Hilarión Sánchez Carracedo, Septimania, 1940.
Durante todo el franquismo tuvo la consideración de mártir, especialmente entre los círculos tradicionalistas que siguieron rindiéndole homenajes, de modo que su «descolorida pero muy querida [por todos los carlistas] boina roja era llevada todavía en 1965 en ofrenda a Santiago de Compostela por los peregrinos carlistas».
La causa de beatificación de Antonio Molle Lazo se remonta a la inmediata posguerra, siendo incoada en la Curia Arzobispal de Sevilla. El obispo de Asidonia-Jerez, Juan del Río, apoyó en 2007 que se llevara a cabo el proceso, aunque actualmente se encuentra parado.
El régimen franquista le dedicó una calle en Jerez tras la construcción de la Barriada España, pero se le cambió el nombre en 2017 apelando a la Ley de la Memoria Histórica.

### Valoración de su figura
Con motivo de su 78 aniversario, Felipe Morenés y de Giles, marqués de Villarreal de Burriel, valoró de este modo su figura en el Diario de Jerez:

el Mártir Antonio Molle [fue] asesinado con martirio por el Frente Popular (Comunistas, Socialistas y Anarquistas) por no querer hacer apostasía de su Fe Cristiana. No fue un vil asesinato, fue un martirio atroz y malvado, pérfido, que lentamente le fue arrebatando su vida hasta morir desangrado al sol de agosto en Palma del Río el 10 de agosto de 1936. (...) 

Por mucho que traten de distorsionar la verdad jamás lo lograran. Mientras más se exageran las cosas, mayor odio se desprenda, mas inquina y animadversión, peores serán los resultados. Es la ley del péndulo.

Les pese a algunos -muchos-, España se alzó en armas contra la iniquidad, el desgobierno y la desventura.
Diario de Jerez